# 시야 인지
《시야 인지》(튀르키예어: Siyah İnci)는 2017년 방영된 터키의 텔레비전 드라마이다.